# Un volontaire pour les œufs de Pâques
Pour plus de détails, voir Fiche technique et Distribution.
Un volontaire pour les œufs de Pâques (titre original : Easter Yeggs) est un cartoon Looney Tunes réalisé par Robert McKimson sorti en 1947, mettant en scène Bugs Bunny et Elmer Fudd.

## Synopsis
Bugs Bunny trouve le lapin de Pâques assis sur un rocher, en train de pleurer. Il dit à Bugs qu'il a mal aux pieds et qu'il ne peut donc pas livrer les œufs de Pâques. Bugs prend le travail, ne sachant pas qu'il a été trompé pour le faire. Une fois que Bugs est parti, le lapin de Pâques dit que chaque année, il reçoit un « lapin stupide » pour faire son travail à sa place.
La première maison que visite le "joyeux lapin" porte un nom à côté de la porte : Dead End Kid, et le méchant petit enfant aux cheveux roux qui vit à l'intérieur jette l'œuf au visage de Bugs, le mord et bat Bugs avant que le corps ne le claque dessus. le sol. Bugs perd son sang-froid et attrape le bras de l'enfant. Malheureusement, Dead End Kid crie et trois énormes voyous, dont l'un est soit un homme habillé en femme, soit une femme aux traits masculins, se précipitent sur Bugs tout en pointant des armes sur lui. Bugs échappe à peine à la grêle de balles. Les balles écrivent même un message sur la porte « ET RESTEZ À L'EXTÉRIEUR ! » Lorsque Bugs se précipite vers le lapin de Pâques en lui disant qu'il démissionne, le lapin de Pâques l'exhorte à "essayer une fois de plus".
Malheureusement, la maison suivante est celle d'Elmer Fudd, le vétéran qui déteste les wabbits qui veut faire du ragoût avec le lapin de Pâques. Fudd organise un accueil élaboré et, déguisé en bébé, cache son arme dans un berceau et monte à l'intérieur. À ce moment-là, Bugs arrive, mais cette fois, il est préparé à la résistance des tout-petits : il casse l'œuf dans les mains d'Elmer. Ainsi commence la poursuite classique jusqu'à ce que Bugs réussisse à frapper Dead End Kid sur Elmer et que le Kid batte Elmer sur la tête à plusieurs reprises avec un marteau. Elmer s'enfuit dans les bois avec le Kid toujours sur sa tête en train de le battre.
Enfin, Bugs pose une bombe peinte comme un œuf de Pâques et la laisse au lapin de Pâques. Lorsqu'il le ramasse pour terminer son travail, Bugs allume la mèche en proclamant: "C'est le suspense qui m'attire", et la bombe explose sur le lapin de Pâques, laissant le malheureux manipulateur de fruits de poule suspendu haut dans un arbre. Bugs dit : "Rappelez-vous, Doc, gardez le sourire !" et se met à rire.

## Fiche technique
- Titre original : Easter Yeggs
- Titre français : Un volontaire pour les œufs de Pâques
- Réalisation : Robert McKimson
- Scénario : Warren Foster
- Animation : Charles McKimson, Richard Bickenbach et I. Ellis
- Layout : Cornett Wood
- Décors : Richard H. Thomas
- Musique : Carl W. Stalling
- Production : Edward Selzer
- Date de sortie : 28 juin 1947